# Kari Eloranta
Kari Eloranta, född 29 februari 1956 i Lahtis, är en finländsk tidigare ishockeyspelare, som var vänsterback. Han tilldelades Guldhjälmen Elitseriesäsongen 1985/1986, efter en framgångsrik säsong med nykomlingarna HV 71, som mycket överraskande slutade trea i serien. Han ingick också i det finländska landslag som tog olympiskt silver 1988. Eloranta anses av många vara Kenny Jönssons läromästare.
Kari Eloranta blev den 2 januari 2008 assisterande tränare i Mora IK och den 7 februari blev han huvudtränare och ersatte den avskedade Pär Djoos. Han lyckades dock inte bidra till att Mora IK klarade sig kvar i elitserien.
Den 29 april 2009 presenterades Kari Eloranta som den nya tränaren för IF Björklöven.
Eloranta spelade också, parallellt med ishockeykarriären, fotboll i Finlands högsta serie. Åren 1982 och 1986 vann hans lag Kuusysi finska mästerskapet. Den 24 november blev det klart att Eloranta tar över tränaruppdraget för division 2-laget Gislaveds SK efter att ha sparkats från division 1-klubben Kallinge/Ronneby.

## Klubbar
- 1974 - 1975 Lahden Reipas, (Finska division 2)
- 1975 - 1976 Kiekkoreipas, (Finska division 1)
- 1976 - 1978 Kiekkoreipas, (Finska FM-ligan)
- 1978 - 1981 Leksands IF, (Elitserien)
- 1981 - 1982 St. Louis Blues och Calgary Flames, (NHL)
- 1982 - 1985 Calgary Flames, (NHL)
- 1985 - 1987 HV-71, (Elitserien)
- 1987 - 1990 HC Lugano, (Schweiz)
- 1990 - 1991 Hockey Reipas, (FM-ligan)
- 1991 - 1992 Rögle BK, (Division1)
- 1992 - 1995 Rögle BK, (Elitserien)
- 1995 - 1996 Reipas Lahti, (Finska division 1)

### Fotnoter
1. ↑  ”Kari Eloranta” (på svenska). Sportbladet. 5 januari 2007. http://www.aftonbladet.se/sportbladet/hockey/sverige/shl/legendarerna/article11249043.ab. Läst 26 mars 2017.
2. ↑  Jonas Andersson (18 mars 2016). ”Kari Eloranta” (på svenska). Norrländska socialdemokraten. http://www.nsd.se/sport/kari-eloranta-9931345.aspx. Läst 26 mars 2017.